# Marchołt
«Marchołt» — польский литературно-философский журнал, выходивший в Варшаве один раз в квартал с 1934 года по 1938 год.
Наименование журнала происходит от Мархолта или Мархульта — польского варианта имени одного из героев средневекового англосаксонского поэтического сочинения о приключениях царя Соломона и шута Марколфа (Marolf, Marchiandus, Marcolphus, Markolf).
Главным редактором журнала был историк литературы и критик Стефан Колачковский. В журнале публиковались обширные статьи, посвящённые эстетике, критике произведений искусства и литературы.
В журнале публиковали свои произведения историк литературы Зигмунд Лемпицкий, писательница Мария Домбровская, Вацлав Боровый, философы Генрик Эльценберг, Роман Ингарден, публицист Ежи Стемповский и поэт Мариан Пехал.